# Art mac Cuinn
Art mac Cuinn var enligt keltisk mytologi en irländsk högkung.
Han är mest omtalad för sin odysséliknande resa.